# Pier Paolo Capponi
Pier Paolo Capponi (Subiaco, 9 giugno 1938 – Torri in Sabina, 15 febbraio 2018) è stato un attore italiano.
Come attore di cinema, di teatro e di televisione è stato particolarmente prolifico nella seconda metà degli anni settanta, spaziando a tutto campo dal genere drammatico al poliziesco, prendendo parte anche a numerosi sceneggiati prodotti dalla Rai. Nei film di fine anni sessanta, seppur raramente, assumeva talvolta lo pseudonimo di Norman Clark.

## Biografia

### Cinema

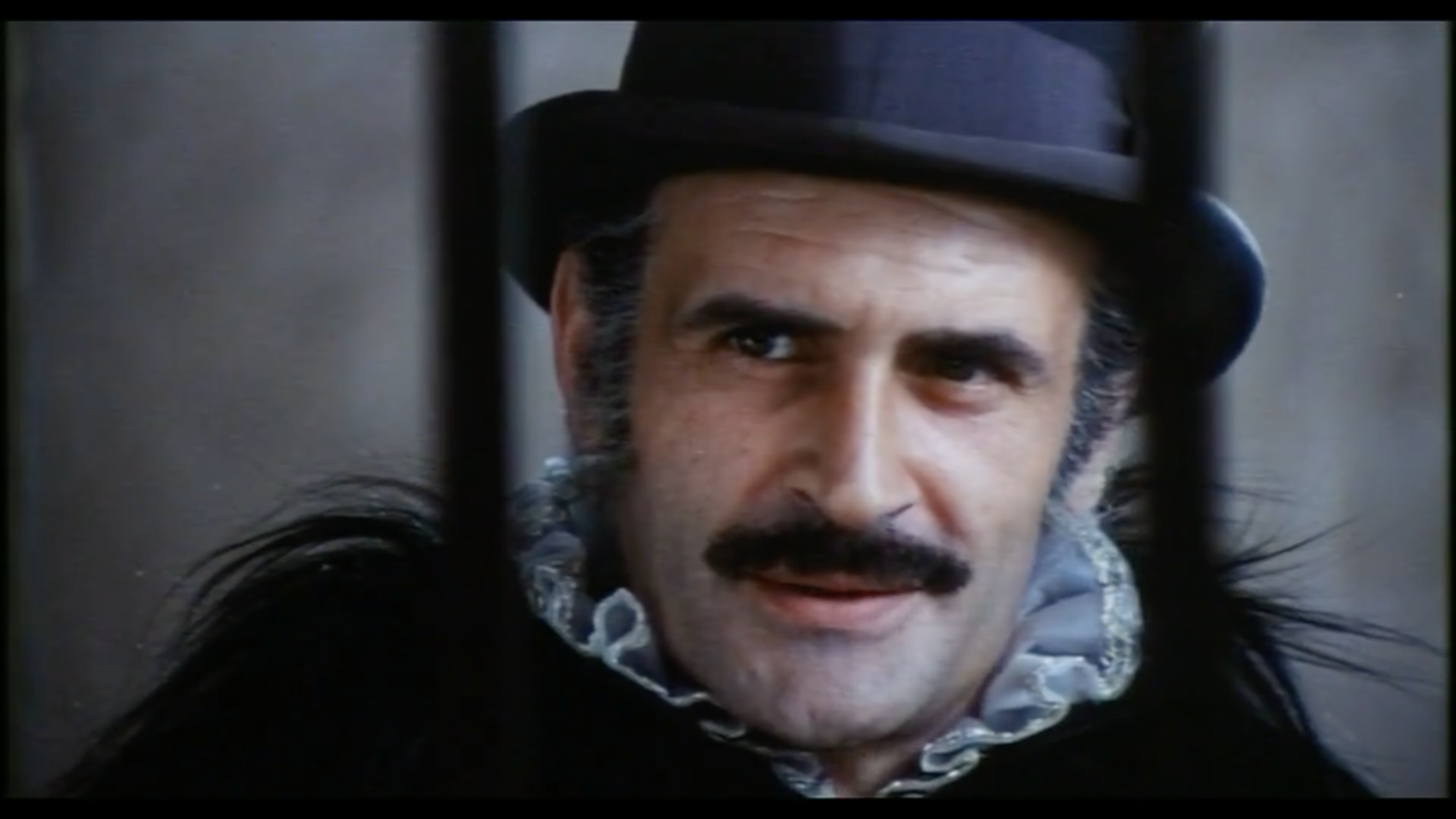
Pier Paolo Capponi nel film Le monache di Sant'Arcangelo (1973)

Come attore cinematografico Pier Paolo Capponi esordisce a ventisette anni con una piccola parte in Un uomo a metà (1965) di Vittorio De Seta, affiancando il protagonista Jacques Perrin. Dopo il film dei fratelli Taviani I sovversivi (1967), accanto al futuro cantautore Lucio Dalla, diviene famoso nel 1969 grazie al film I ragazzi del massacro di Fernando Di Leo.
Nel 1971 Dario Argento lo dirige nel thriller Il gatto a nove code, mentre l'anno successivo recita nel giallo psicologico di Umberto Lenzi Sette orchidee macchiate di rosso, dove veste i panni dell'ispettore Vismara, e nel drammatico Valeria dentro e fuori di Brunello Rondi, al fianco di Barbara Bouchet. Nel 1977 recita nel biografico Antonio Gramsci - I giorni del carcere di Lino Del Fra, al fianco del protagonista Riccardo Cucciolla.
L'anno dopo torna nuovamente sotto la regia di Fernando Di Leo nel film Diamanti sporchi di sangue, una sorta di remake di Milano calibro 9.Tra le sue ultime apparizioni al cinema sono da ricordare La posta in gioco di Sergio Nasca, incentrato sull'omicidio di Renata Fonte (interpretata da Lina Sastri), L'urlo della verità di Stelvio Massi e I banchieri di Dio di Giuseppe Ferrara.

### Televisione
Negli anni '70 approda anche alla televisione, passando dalla recitazione in sceneggiati, tra i quali “Dov’è Anna?” (1976), all'apparizione in famose fiction come Io e il duce (1985) e La piovra 6 - L'ultimo segreto (1992). Giunto all'età pensionabile, nel 2003 ha chiuso una lunga carriera iniziata quasi quarant'anni prima e si è dedicato ai progetti del Dipartimento Scuola Educazione della Rai, poi convertito in Rai Educational.

### Sceneggiatore
Come sceneggiatore ha lavorato nel 1976 al film Don Milani di Alfredo Angeli.

## Vita privata
Sposato con Isabella Peretti, ha avuto due figli: Paolo (dalla conduttrice Mara Venier) e Chiara.
È morto all'età di 79 anni il 15 febbraio 2018 a Torri in Sabina, in provincia di Rieti, dove viveva da alcuni anni.

## Filmografia

### Cinema

Pier Paolo Capponi ne Il boss (1973)

- Invasione, cortometraggio, regia di Camillo Bazzoni (1965)
- Il nostro agente a Casablanca, regia di Tulio Demicheli (1966)
- Un uomo a metà, regia di Vittorio De Seta (1966)
- Il caso difficile del commissario Maigret (Maigret und sein grösster Fall), regia di Alfred Weidenmann (1966)
- Tutti pazzi meno io (Le roi de coeur), regia di Philippe de Broca (1966)
- 2 once di piombo, regia di Maurizio Lucidi (1966)
- Mister X, regia di Piero Vivarelli (1967)
- I sovversivi, regia di Paolo e Vittorio Taviani (1967)
- Seduto alla sua destra, regia di Valerio Zurlini (1968)
- Quella carogna dell'ispettore Sterling, regia di Emilio P. Miraglia (1968)
- Commandos, regia di Armando Crispino (1968)
- Roma come Chicago, regia di Alberto De Martino (1968)
- La monaca di Monza, regia di Eriprando Visconti (1969)
- Il gatto selvaggio, regia di Andrea Frezza (1969)
- I ragazzi del massacro, regia di Fernando Di Leo (1969)
- Uccidete il vitello grasso e arrostitelo, regia di Salvatore Samperi (1970)
- Bocche cucite, regia di Pino Tosini (1970)
- E venne il giorno dei limoni neri, regia di Camillo Bazzoni (1970)
- Uomini contro, regia di Francesco Rosi (1970)
- Scacco alla mafia, regia di Lorenzo Sabatini (1970)
- Le foto proibite di una signora per bene, regia di Luciano Ercoli (1970)
- Una stagione all'inferno, regia di Nelo Risi (1971)
- Il gatto a nove code, regia di Dario Argento (1971)
- Il sergente Klems, regia di Sergio Grieco (1971)
- C'era una volta un commissario... (Il était une fois un flic), regia di Georges Lautner (1972)
- Sette orchidee macchiate di rosso, regia di Umberto Lenzi (1972)
- Valeria dentro e fuori, regia di Brunello Rondi (1972)
- Le monache di Sant'Arcangelo, regia di Domenico Paolella (1973)
- Il boss, regia di Fernando Di Leo (1973)
- Diario di un italiano, regia di Sergio Capogna (1973)
- Abbasso tutti, viva noi, regia di Gino Mangini (1974)
- Milano: il clan dei calabresi, regia di Giorgio Stegani (1974)
- La badessa di Castro, regia di Armando Crispino (1974)
- Delitto d'autore, regia di Mario Sabatini (1974)
- Diamanti sporchi di sangue, regia di Fernando Di Leo (1977)
- Antonio Gramsci - I giorni del carcere, regia di Lino Del Fra (1977)
- Standard, regia di Stefano Petruzzellis (1978)
- La posta in gioco, regia di Sergio Nasca (1988)
- Bankomatt, regia di Villi Hermann (1989)
- Au nom du père et du fils, regia di Patrice Noïa (1992)
- L'urlo della verità, regia di Stelvio Massi (1992)
- Fiorile, regia di Paolo e Vittorio Taviani (1993)
- L'amore dopo, regia di Attilio Concari (1993)
- 18000 giorni fa, regia di Gabriella Gabrielli (1993)
- Farinelli - Voce regina, regia di Gérard Corbiau (1994)
- Uno a me, uno a te e uno a Raffaele, regia di Jon Jost (1994)
- I banchieri di Dio - Il caso Calvi, regia di Giuseppe Ferrara (2002)
- Legami di famiglia, regia di Pietro Sagliocco (2002)

### Televisione
- Tre donne, regia di Alfredo Giannetti – miniserie TV (1971)
- Vino e pane – miniserie TV (1973)
- Il giovane Garibaldi – miniserie TV (1974)
- Processo al generale Baratieri per la sconfitta di Adua – miniserie TV (1974)
- Dov'è Anna?, regia di Piero Schivazappa – miniserie TV, accreditato come Pierpaolo Capponi (1976)
- Rosso veneziano – miniserie TV (1976)
- Uomini della scienza – serie TV, 2 episodi (1977)
- Racconti di fantascienza, regia di Alessandro Blasetti – serie TV, 1 episodio (1979)
- L'affare Stavisky – miniserie TV, accreditato come Pierpaolo Capponi (1979)
- Il Camaleonte – film TV (1979)
- L'enigma delle due sorelle, regia di Mario Foglietti – miniserie TV (1980)
- Semmelweis – film TV (1980)
- L'assedio – miniserie TV (1980)
- L'assassino ha le ore contate – miniserie TV (1981)
- La casa rossa – miniserie TV (1981)
- Giorno dopo giorno – film TV (1982)
- Incontrarsi e dirsi addio – miniserie TV (1983)
- Dramma d'amore – miniserie TV (1983)
- Quei trentasei gradini, regia di Luigi Perelli – miniserie TV (1985)
- Io e il duce , regia di Alberto Negrin – miniserie TV (1985)
- Race for the Bomb – miniserie TV, accreditato come Pier-Paolo Capponi (1987)
- Champagne Charlie – film TV (1989)
- La primavera di Michelangelo, regia di Jerry London – miniserie TV (1990)
- Il commissario Corso, regia di Gianni Lepre – serie TV, 1 episodio (1991)
- Italia chiamò – serie TV, 1 episodio (1991)
- La piovra 6 - L'ultimo segreto, regia di Luigi Perelli – miniserie TV (1992)
- Pepita – film TV (1993)
- L'histoire du samedi – serie TV, 1 episodio (1995)
- Les Nouveaux Exploits d’Arsène Lupin – serie TV, 1 episodio (1995)
- Il cuore e la spada, regia di Fabrizio Costa – miniserie TV (1998)
- Morte di una ragazza perbene, regia di Luigi Perelli – miniserie TV (1999)
- Il bello delle donne, regia di Maurizio Ponzi – serie TV, 1 episodio (2001)
- La diga – film TV (2003)

### Sceneggiatore
- Don Milani, regia di Alfredo Angeli (1976)

## Teatro
- I creditori, di August Strindberg, regia di Nello Rossati
- Il giardino dei ciliegi, di Anton Čechov, regia di Antonello Aglioti

## Prosa televisiva Rai
- Il camaleonte, di Edgar Wallace, regia di Massimo Scaglione, trasmesso il 29 dicembre 1979.

## Doppiatori italiani
- Riccardo Cucciolla in Un uomo a metà, Uccidete il vitello grasso e arrostitelo
- Renato Izzo in I sovversivi, I ragazzi del massacro
- Cesare Barbetti in Il gatto a nove code, Le monache di Sant'Arcangelo
- Daniele Tedeschi in Il nostro agente a Casablanca
- Sergio Graziani in Due once di piombo (Il mio nome è Pecos)
- Luciano De Ambrosis in Seduto alla sua destra
- Manlio De Angelis in Quella carogna dell'ispettore Sterling
- Stefano Satta Flores in Bocche cucite
- Carlo Alighiero in E venne il giorno dei limoni neri
- Giancarlo Maestri in Scacco alla mafia
- Giancarlo Giannini in Le foto proibite di una signora per bene
- Nando Gazzolo in Sette orchidee macchiate di rosso
- Michele Gammino in 1943: un incontro
- Antonio Guidi in Delitto d'autore
- Dario Penne in Valeria dentro e fuori